# Kolozsvári Bükk
A Kolozsvári Bükk erdőség Kolozsvár határában, a város déli részén. Az azonos nevű természetvédelmi területet foglalja magában. Jellemző növénytársulásai a gyertyános–tölgyesek,  a bükkösök és a láprétek.

## Fordítás
- Ez a szócikk részben vagy egészben  a   Făgetul Clujului című román Wikipédia-szócikk ezen változatának fordításán alapul.  Az eredeti cikk szerkesztőit annak laptörténete sorolja fel. Ez a jelzés csupán a megfogalmazás eredetét és a szerzői jogokat jelzi, nem szolgál a cikkben szereplő információk forrásmegjelöléseként.